# 1-й Митинский переулок
Пе́рвый Ми́тинский переу́лок — улица в Северо-Западном административном округе Москвы, в районе Митино между Путилковским шоссе и Митинской улицей.

## Происхождение названия
Назван в 1986 году по деревне Митино. Ранее назывался Боковой переулок.

## Описание

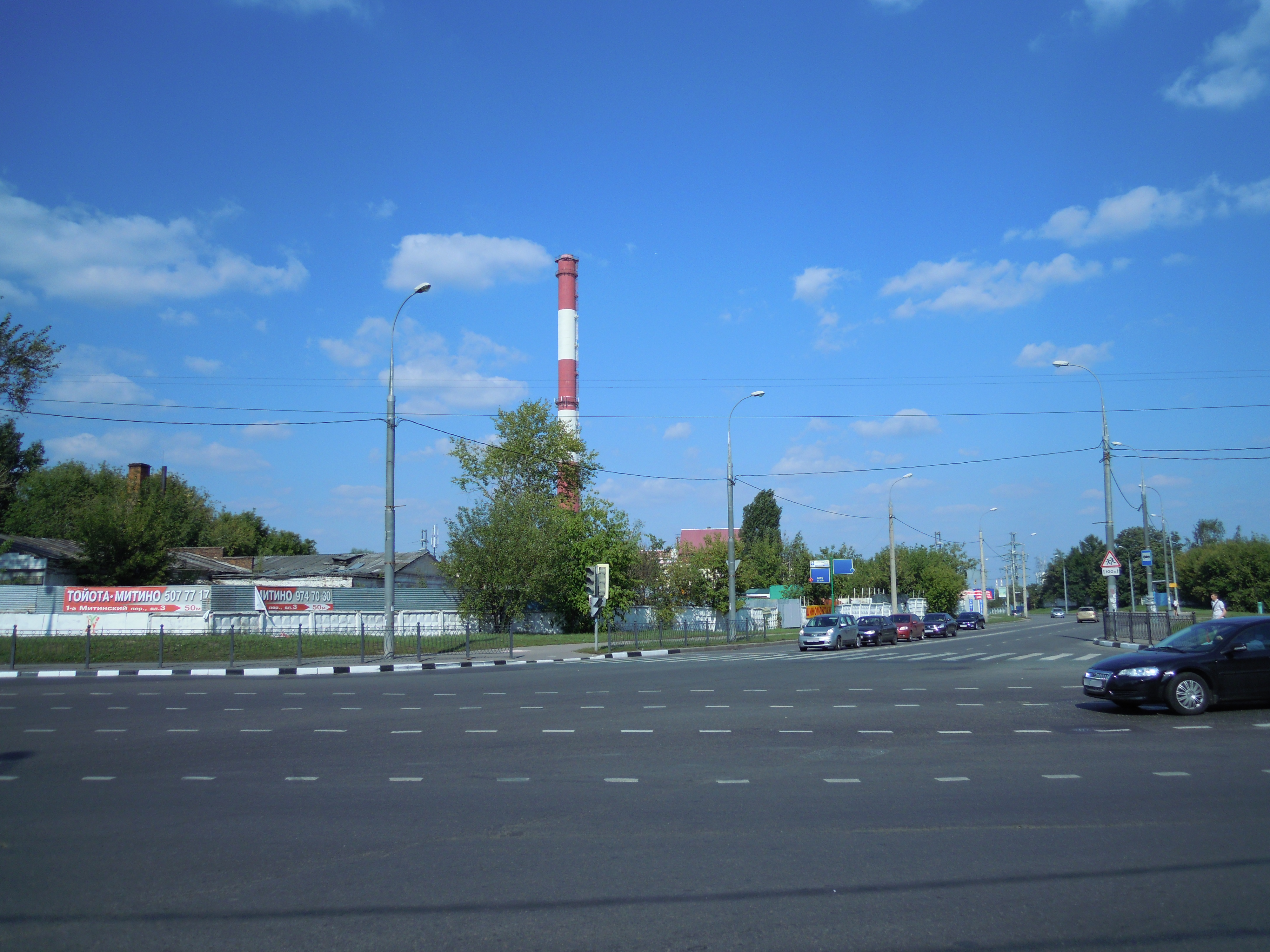
Перекрёсток с Митинской улицей.

1-й Митинский переулок начинается как продолжение Путилковского шоссе при вхождении последнего в Митино, проходит на юго-запад, пересекает Пятницкое шоссе, затем Митинскую улицу, за которой переходит в улицу Барышиха.

## Транспорт
- По переулку проходят автобусы 26, 26к, с377, 267, 400к, 614, с377, 852, 959, с3, н12.